# Birkhall
Birkhall is een landgoed van 210 km² op Royal Deeside en is eigendom van koning Charles III. Het is gelegen langs de rivier de Muick in het zuidwesten van Ballater in Aberdeenshire, Schotland.

## Achtergrond
Het pand is gebouwd in 1715. Het werd overgenomen van de familie Gordon die het weer had overgenomen van de familie Farquharsone. In 1849 werd Birkhall overgenomen door prins Albert, gemalin van koningin Victoria, als onderdeel van het landgoed Balmoral Castle. Het werd geschonken aan Alberts zoon Albert Edward, prins van Wales. Victoria kocht Birkhall echter terug om in 1884 onderdak te bieden aan haar personeel. Albert Edward had het pand slechts één keer bezocht en gaf de voorkeur aan het grotere Abergeldie Castle in Crathie, eveneens in Aberdeenshire.
In de jaren 30 van de 20e eeuw leende koning George V het pand uit aan de hertog en hertogin van York (de latere koning George VI en koningin Elizabeth), die daar op vakantie waren met hun kinderen, prinses Elizabeth en prinses Margaret. Het huis werd hierop opnieuw ingericht door de Yorks, die ook de tuinen opnieuw lieten beplanten.
David Bowes-Lyon, de broer van koningin Elizabeth, stierf in Birkhall aan een hartinfarct nadat hij leed aan hemiplegie. Zij vond hem dood in bed.
Birkhall werd in 2002 geërfd door Charles III, toen hij nog prins van Wales was. Drie jaar later bracht hij samen met Camilla Parker Bowles zijn tweede huwelijksreis door in Birkhall. In 2011 vierden prins William en zijn vrouw Kate het Schotse nieuwjaarsfeest Hogmanay in Birkhall.
Na de aantreding van Charles III werd bekendgemaakt dat hij tijdens zijn vakanties in Birkhall zal verblijven en er dus niet zal gaan wonen.